# Trinità e storie di san Dionigi

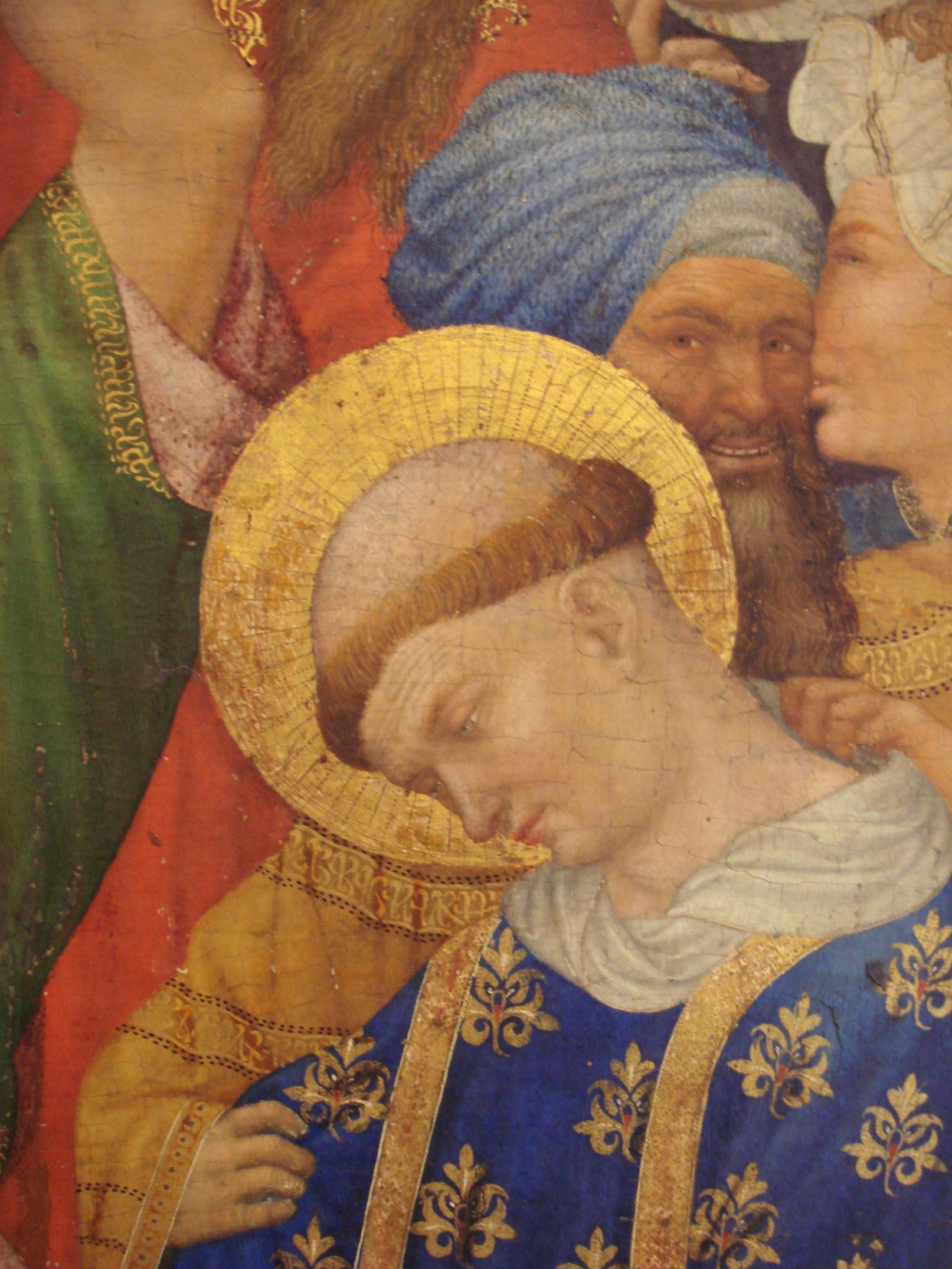
Dettaglio

Trinità e storie di San Dionigi è un dipinto a tempera e oro su tavola (161x210 cm) di Henri Bellechose, databile al 1416 e conservato a Louvre di Parigi.

## Storia
L'opera venne dipinta alla corte di Borgogna quando l'artista ne era pittore ufficiale, appena dopo la morte del predecessore Jean Malouel (1415). Era destinata all'altare della Trinità nella chiesa della certosa di Champmol, e fu pagata nel 1416, sotto Giovanni senza Paura.
Rimossa durante le soppressioni, finì in collezioni private, finché non entrò al Louvre nel 1853, come dono di Frédéric Reiset.

## Descrizione
Su un astratto fondo oro, fedele alla sfarzosa tradizione locale, l'artista dipinse due scene degli ultimi giorni di san Dionigi vescovo: a sinistra la comunione effettuata mentre il vescovo è imprigionato da Gesù stesso, alla presenza di un angelo inginocchiato. A destra la decapitazione sua e dei compagni Rustico ed Eleuterio.
Al centro campeggia poi la rappresentazione della Trinità, con Dio Padre che regge la croce del figlio e la comparsa della colomba dello Spirito Santo sull'aureola di quest'ultimo.
Da un lato spiccano gli smaglianti colori e le ricche vesti azzurre ricamate d'oro dei personaggi principali; dall'altro le figure hanno un'intensa espressività (soprattutto nel gruppo di figure a destra), con dettagli di vivo realismo, anche macabro, come la testa semirecisa di Dionigi, o lo sgorgare copioso del sangue dalle ferite di Cristo. Il boia si erge brandendo la grande ascia, inarcandosi come nelle eleganti sculture gotiche francesi; d'altro il corpo di Cristo appare invece modellato con energia e realismo, rifacendosi agli esempi coevi e più originali di Claus Sluter. Notevole anche l'intrecciarsi di gesti e sguardi degli astanti.
Il gusto per il dettaglio curato, il sapiente alternarsi di pieni e vuoti, il gusto per le eleganze lineari, la brillante ricchezza cromatica rimandano invece alla miniatura dell'epoca, in particolare agli esempi dei fratelli Limbourg, come le celebri Très riches heures du Duc de Berry.